# 三阳川站
三阳川站位于中华人民共和国甘肃省天水市麦积区渭南镇三阳川村，是一个陇海铁路上的铁路车站，建于1952年，目前为四等站，目前客运：办理旅客乘降；行李、包裹托运；货运：办理整车货物发到；不办理危险货物发到。

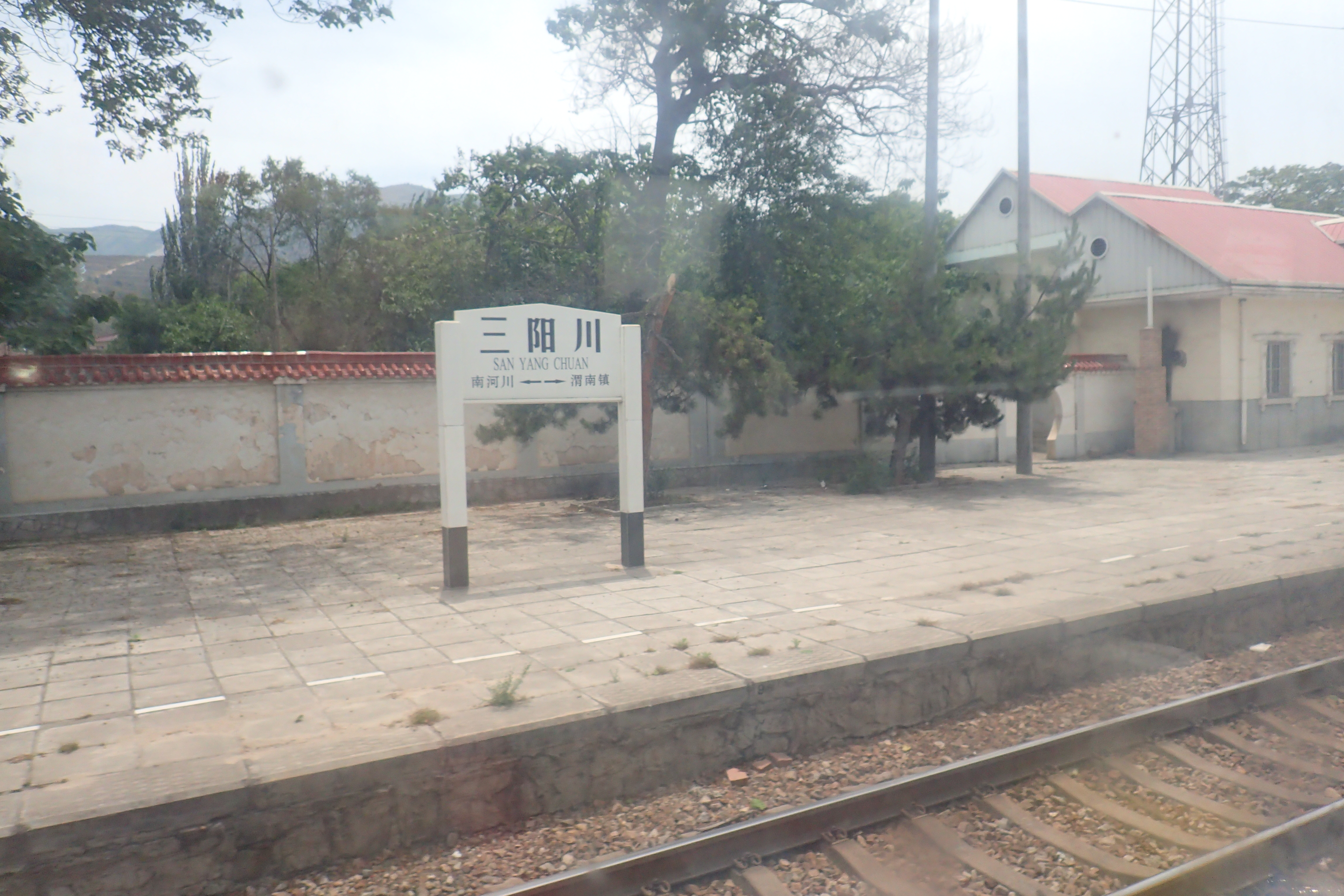
2017年，列车上抓拍的三阳川站站牌